# Heilige Moeder Godskerk (Nork)
De Heilige Moeder van Godkerk of Sint-Astvatsatsinkerk (Armeens: Սուրբ Աստվածածին եկեղեցի) is een kerkgebouw van de Armeens-Apostolische Kerk in de Armeense hoofdstad Jerevan. De kerk bevindt zich aan de Armenak Armenakjanstraat in het district Nork-Marash.

## Geschiedenis
De kerk werd oorspronkelijk de Sint-Marinoskerk genoemd en werd samen met een groot aantal monumenten in Nork vernietigd tijdens de aardbeving van 1679. De kerk werd in het begin van de 20e eeuw herbouwd dankzij de financiering van twee zakenmannen, de gebroeders Ter-Avetikian. Als gevolg van de secularisatie tijdens het Sovjettijdperk werd de kerk in de jaren 1930 verwoest. Niettemin bleven talloze pelgrims uit Nork en andere plaatsen in Armenië de plaats bezoeken op de feestdag van de Heilige Maagd Maria.
Na de onafhankelijkheid van Armenië in 1991 begonnen de inwoners van Nork met de wederopbouw van de kerk met financiële steun van onder andere de Compatriotic Union of Nork-Marash. In 1995 werd de nieuwe kerk geopend.

## Fotogalerij

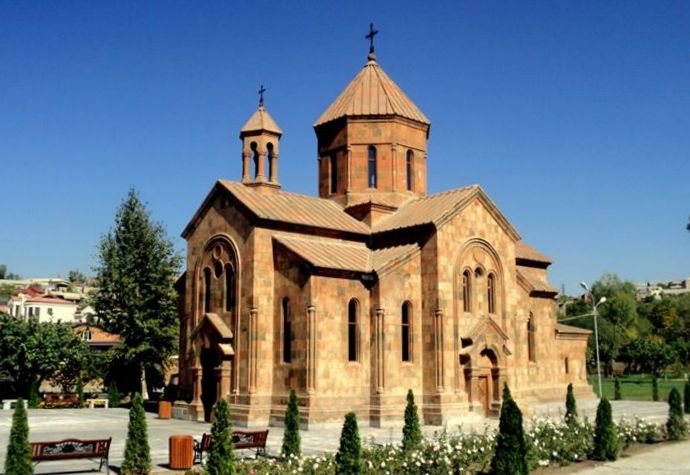
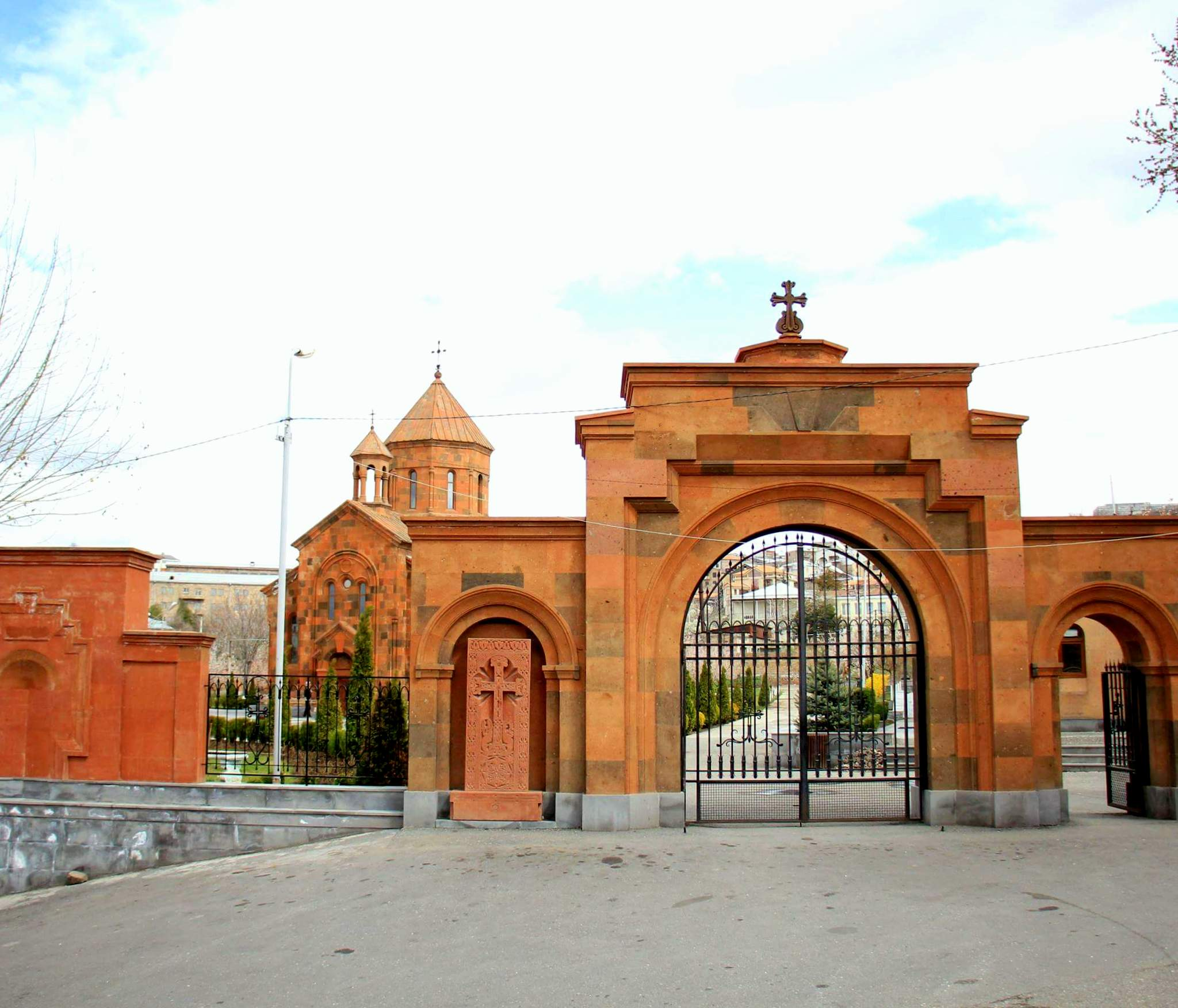
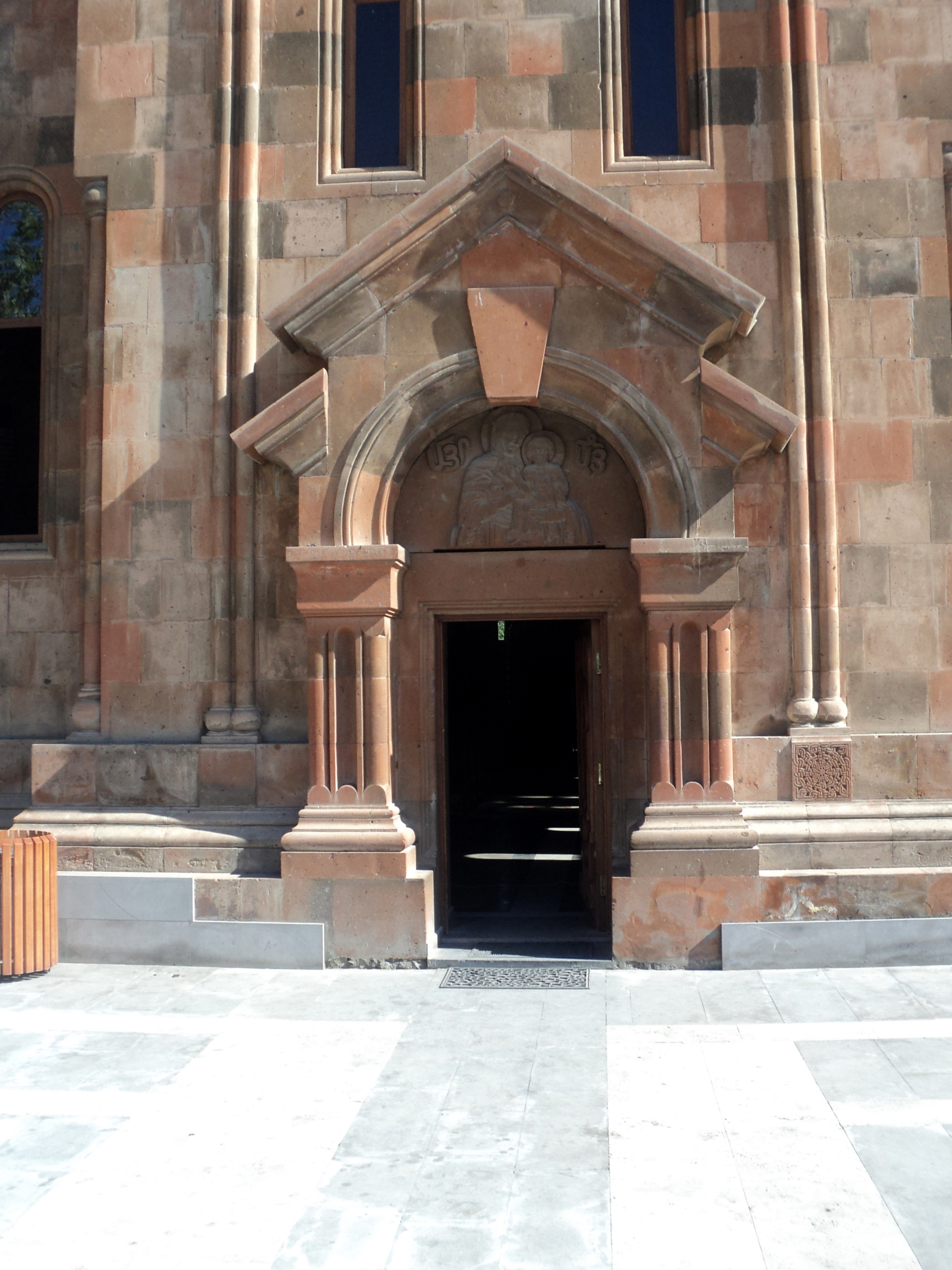